# Porter (lớp tàu khu trục)
Lớp tàu khu trục Porter bao gồm tám tàu khu trục có trọng lượng choán nước 1.850 tấn được Hải quân Hoa Kỳ chế tạo vào giữa những năm 1930. Chúng đã phục vụ trong Chiến tranh Thế giới thứ hai.

## Chế tạo
Bốn chiếc đầu tiên được hãng New York Shipbuilding đặt lườn vào năm 1933, và bốn chiếc tiếp theo được đặt lườn vào năm 1934 tại xưởng tàu của hãng Bethlehem Steel Corporation ở Quincy, Massachusetts. Tất cả được cho nhập biên chế cùng Hải quân Hoa Kỳ vào năm 1936, ngoại trừ Winslow được cho nhập biên chế vào năm 1937.

## Lịch sử phát triển
Một kiểu soái hạm khu trục lớn hơn tàu khu trục thông thường đã từng được cân nhắc từ năm 1921. Thực sự là Ủy ban Tướng lĩnh đã khuyến cáo chế tạo năm chiếc theo kiểu như vậy trong năm đó. Sử gia hải quân Norman Friedman tin rằng số lượng khổng lồ các tàu khu trục lớp lớp Wickes và Clemson đã ngăn trở Quốc hội Hoa Kỳ trong việc mua sắm chúng. Ủy ban Tướng lĩnh rất quan tâm đến việc trang bị một kiểu tàu chiến với hệ thống động lực cao áp sử dụng nhiệt độ cao. Giới hạn do Hiệp ước Hải quân London đặt ra cùng các tàu khu trục lớn của Pháp dường như trở thành điểm thay đổi với các khuyến cáo năm 1930, đưa đến một chu kỳ chế tạo tàu chiến mới. Các khuyến cáo về tàu khu trục tại Geneva cũng ảnh hưởng đến thiết kế, do giới hạn đặt cho soái hạm khu trục là 1850 tấn. Đã có sự thảo luận sâu rộng về cấu hình vũ khí: pháo phòng không 5 in (130 mm)/25 caliber được ưa chuộng vì dễ sử dụng và xoay trở nhanh trên một kiểu tàu chiến nhanh và linh hoạt. Một đề nghị khác thay thế là kiểu pháo chống hạm 5 in (130 mm)/51 caliber, mạnh mẽ nhưng hoàn toàn vô dụng đối với máy bay. Các cuộc thảo luận đã đưa đến việc áp dụng kiểu pháo lưỡng dụng 5 in (130 mm)/38 caliber giờ đây đã sẵn sàng và được Văn phòng Đạn dược rất ưa chuộng.

## Thiết kế
Lớp Porter được chế tạo nhằm đối phó với các tàu khu trục lớn thuộc lớp Fubuki, được Hải quân Đế quốc Nhật Bản chế tạo vào lúc đó, và ban đầu là những soái hạm dẫn đầu chi hạm đội khu trục. Chúng thoạt tiên được trang bị tám khẩu pháo 5 in (130 mm)/38 caliber trên bốn bệ Mark 22 Đơn dụng nòng đôi chỉ có khả năng đối biển. Điều này cho thấy chúng bị nặng bên trên, trong khi máy bay trở thành một mối đe dọa lớn, nên trong chiến tranh, các bệ 51 và 54 được thay thế bằng các khẩu pháo đa dụng (đối biển và đối không) nòng đôi, và thêm nhiều súng phòng không cỡ nhỏ được trang bị. Trên một số con tàu, bệ 52 được thay bằng một khẩu đội Bofors 40 mm phòng không bốn nòng, và bệ 53 trở thành một khẩu 5 inch/38-caliber đa dụng nòng đơn. Có thêm một số pháo 40 mm được bổ sung giữa tàu.

## Những chiếc trong lớp
| Tàu       | Đặt lườn             | Hạ thủy              | Hoạt động            | Số phận                                                   |
| --------- | -------------------- | -------------------- | -------------------- | --------------------------------------------------------- |
| Porter    | 18 tháng 12 năm 1933 | 12 tháng 12 năm 1935 | 25 tháng 8 năm 1936  | Đánh đắm sau khi hư hại bởi ngư lôi, 26 tháng 10 năm 1942 |
| Selfridge | 18 tháng 12 năm 1933 | 18 tháng 4 năm 1936  | 25 tháng 11 năm 1936 | Bán để tháo dỡ, 20 tháng 12 năm 1946                      |
| McDougal  | 18 tháng 12 năm 1933 | 17 tháng 7 năm 1936  | 23 tháng 12 năm 1936 | Bán để tháo dỡ, 2 tháng 8 năm 1949                        |
| Winslow   | 18 tháng 12 năm 1933 | 21 tháng 9 năm 1936  | 17 tháng 2 năm 1937  | Bán để tháo dỡ, 23 tháng 2 năm 1959                       |
| Phelps    | 2 tháng 1 năm 1934   | 18 tháng 7 năm 1935  | 26 tháng 2 năm 1936  | Bán để tháo dỡ, 10 tháng 8 năm 1947                       |
| Clark     | 2 tháng 1 năm 1934   | 15 tháng 10 năm 1935 | 20 tháng 5 năm 1936  | Bán để tháo dỡ, 29 tháng 3 năm 1946                       |
| Moffett   | 2 tháng 1 năm 1934   | 11 tháng 12 năm 1935 | 28 tháng 8 năm 1936  | Bán để tháo dỡ, 16 tháng 5 năm 1947                       |
| Balch     | 16 tháng 5 năm 1934  | 24 tháng 3 năm 1936  | 20 tháng 10 năm 1936 | Bán để tháo dỡ, 1946                                      |